# Kumul (Versicherungswesen)
Ein Kumul (lateinisch cumulus, „Anhäufung“) liegt im Versicherungswesen vor, wenn ein einziges Schadensereignis dazu führt, dass viele Versicherungsnehmer eines Versicherers gleichzeitig einen Schaden erleiden.

## Allgemeines
Beim Versicherungsfall tritt ein Schadensereignis ein, das die Leistungspflicht eines Versicherers auslöst. Dieses Schadensereignis trifft im Regelfall nur einen bestimmten einzelnen Versicherungsnehmer, etwa der Kraftfahrzeugdiebstahl in der Kraftfahrtversicherung (Einzelschadenrisiko). Es gibt jedoch Fälle, bei denen mehrere Versicherungsnehmer desselben Versicherers, die nicht miteinander in Beziehung stehen, vom selben Schadensereignis getroffen werden. Verursacht der Eintritt eines Schadens oder die Realisation eines Ereignisses auch Schäden bei anderen versicherten Risiken, handelt es sich um ein Kumul. Klassisches Beispiel für diesen Kumulschaden ist der Hagelsturm von München vom 12. Juli 1984, der einen versicherten Gesamtschaden von etwa 750 Mill. Euro verursachte. Weitere Beispiele sind der auf benachbarte Gebäude übergreifende Brand in der Feuerversicherung, großflächige Überschwemmungen oder Stürme.

## Wirtschaftliche Aspekte
Kumule sind darauf zurückzuführen, dass eines der Kriterien der Versicherbarkeit nicht erfüllt ist, nämlich die Unabhängigkeit der versicherten Schadensverteilungen untereinander. Das Kumulrisiko gehört neben dem Ansteckungsrisiko und dem Großschaden- oder Katastrophenrisiko zu den Zufallsrisiken. Das Zufallsrisiko ist definiert als die zufallsbedingte Abweichung des tatsächlichen vom statistisch erwarteten Schadenverlauf durch zufällig besonders viele oder große Schäden. Auch beim Ansteckungsrisiko werden Schäden bei mehreren Versicherungsnehmern durch dasselbe Ereignis ausgelöst, allerdings nicht gleichzeitig, sondern zeitlich versetzt. Beispiel sind ansteckende Krankheiten, die sich als Epidemie ausbreiten.
Besonders von Kumulrisiken gefährdet sind Elementarversicherungen und Versicherer mit hohen Marktanteilen in dieser Versicherungsart oder mit hoher Versicherungsdichte in einer Region. Kumulrisiken sind meist nicht vorhersehbar (Naturkatastrophen wegen der globalen Erwärmung) und deswegen nur schwer kalkulierbar. In der Personenversicherung können Kumulrisiken vielfach erst im Schadensfall bemerkt werden. Kumulierte Schadenssummen führen zu einem deutlich negativen versicherungstechnischen Bruttoergebnis.
Ein besonderes Kumulrisiko waren die Terroranschläge am 11. September 2001. Die Aggregation der Risiken ergab sich aus einem einzigen Ereignis, das einen Versicherungsfall bei Wohngebäudeversicherungen, Betriebsunterbrechungsversicherungen, Flugzeugversicherungen, Lebensversicherungen sowie Haftpflicht- und Kranken- und Rückversicherungen auslöste. Ein Rechtsstreit entbrannte hier über die Rechtsfrage, ob die Terroranschläge auf die Twin Towers bei der am 18. Juli 2001 gewährten vorläufigen Deckung durch die Swiss Re als ein oder zwei Versicherungsfälle (englisch occurrences) zu werten waren, so dass der Versicherungsschaden entweder 3,5 Mrd. US $ oder 7 Mrd. US $ betrug. Die Gerichte entschieden, dass nur ein Versicherungsfall vorlag.

## Kumulanalyse und Kumulkontrolle
Das wichtigste Ziel der Kumulanalyse ist es, den wahrscheinlichen Höchstschaden (englisch Probable Maximum Loss, PML) zu ermitteln. Die Kumulkontrolle beinhaltet die Erfassung der voneinander abhängigen Haftungen. Sie soll Informationen liefern, die dem Versicherer Maßnahmen gegen die Bedrohung durch Kumule ermöglichen. Verringert werden kann dieses Kumulrisiko etwa durch Rückversicherung (fakultative Rückversicherung), Versicherungsverbriefung durch Katastrophenanleihen oder Erhöhung des Selbstbehalts.